# إيريني فادي
إيريني فادي (16 سبتمبر 1991 -), ممثلة مصرية.

## أعمالها

### الأفلام
- عائلة ميكي (2010).

### المسلسلات
- العار (2010).

## روابط خارجية
- إيريني فادي على موقع IMDb (الإنجليزية)
- إيريني فادي على موقع الدهليز
- إيريني فادي على موقع قاعدة بيانات الأفلام العربية
- إيريني فادي على موقع قاعدة بيانات الفيلم (الإنجليزية)